# 팔마리아섬

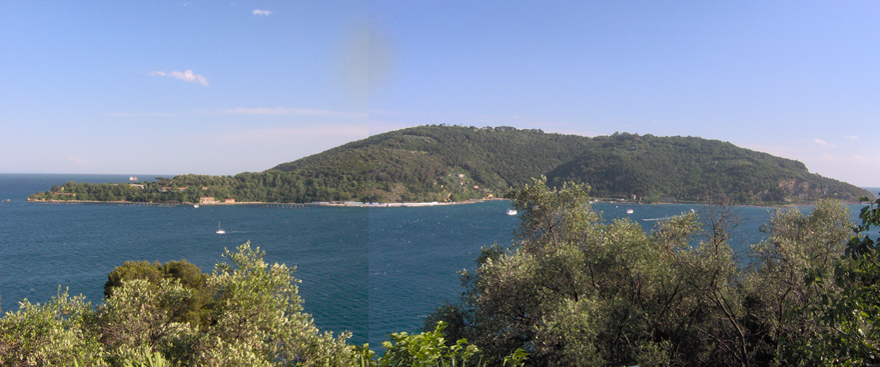
팔마리아섬

팔마리아섬(이탈리아어: Palmaria)은 이탈리아 라스페치아만 최서단에 위치한 섬이다.